# Muro Tenente

Muro Tenente es un yacimiento arqueológico de los mesapios ubicado en la región Apulia, comarca de Salento en Italia, entre el actual municipio de Latiano y el de Mesagne, cayendo bajo la administración de este último.
El área del Muro Tenente ha sido objeto de excavaciones arqueológicas realizadas por  la Superintendencia de Arqueología de Apulia  desde los años sesenta. Desde la década de 1990, el asentamiento Mesapio fortificado ha sido estudiado por la Universidad Libre de Ámsterdam.
Sus investigaciones  nos explican como el área dentro de la fortificación se vio afectada por una presencia estable a partir de la Edad del Hierro (finales del siglo VIII a. C.), cuando el asentamiento alcanzó las 9 hectáreas. En la edad arcaica y clásica, el área habitada no parece extenderse más allá del área ocupada en el período anterior. Los testimonios más consistentes pertenecen al período helenístico (siglos IV-III aC), cuando se erigió una segunda muralla para encerrar un asentamiento de unas 50 hectáreas.
Una de las atracciones más importantes de Muro Tenente está constituida por el excepcional estado de conservación del circuito de muros.
Después de haber sobrevivido a la conquista romana del Salento (267-266 aC), parece no haya sido fácil sobrevivir a la Segunda Guerra Púnica, cuando la evidencia arqueológica documentan un paisaje urbano decaído y disfuncional y de forma simultánea, la construcción de un  "villa rustica romana", activa hasta el primer siglo DC.
En la Edad Media, el área se vio afectada por el fenómeno de los pueblos medievales que, a nivel arqueológico, siguen siendo prácticamente desconocidos en esta parte del área de Salento.
- Datos: Q3867423